# Ernst Heermann
Ernst Heermann (* 27. Juli 1914 in Mannheim; † 8. Dezember 1941 bei Ssolbowoj, Russische SFSR, Sowjetunion) war ein deutscher Fußballspieler. Mit dem SV Waldhof Mannheim gewann er in der Gauliga Baden in den Jahren 1934, 1936, 1937 und 1940 viermal die Badische Meisterschaft und stand 1939 im Finale um den Tschammerpokal. Der Mittelläufer im damaligen WM-System war von 1934 bis 1940 mit 26 Berufungen der Rekordspieler der Gauauswahl Baden.

## Karriere
Der in der Mannheimer Neckarstadt aufgewachsene Heermann bestritt die Saison 1931/32 zunächst für den in der zweitklassigen Bezirksklasse spielenden Phönix Mannheim, bevor er zum Stadtrivalen SV Waldhof Mannheim wechselte. Der gelernte Kaufmann bestritt in der vom Süddeutschen Fußball-Verband ausgetragenen Meisterschaft 1932/33 Punktspiele in der Bezirksliga Rhein/Saar. Am 23. Oktober 1932 gab er auf dem Erbsenberg im Spiel gegen den VfR Kaiserslautern sein Debüt in der Bezirksliga. Als Sieger der Gruppe Rhein nahm er an der Endrunde um die süddeutsche Meisterschaft teil und schloss die Gruppe Ost/West als Fünftplatzierter ab. Von 1933 bis 1940 bestritt er in der Gauliga Baden, in einer von zunächst 16, später auf 23 Gauligen zur Zeit des Nationalsozialismus als einheitlich höchste Spielklasse im Deutschen Reich, Punktspiele. Heermann ist mit 117 Ligaeinsätzen der Spieler des SV Waldhof mit den meisten Gauliga-Einsätzen. Von 1933/34 bis 1938/39 hat der von Halbrechts auf die Mittelläuferposition gerückte Leistungsträger in sechs Runden, kein Pflichtspiel in der Gauliga Baden verpasst; er absolvierte in diesem Zeitraum mit Waldhof 90 Ligaspiele und erzielte dabei 21 Tore.
Während seiner Vereinszugehörigkeit gewann er einmal die Gaumeisterschaft Nordbaden, fünfmal die Gaumeisterschaft Baden. Aufgrund der Erfolge nahm er mit seiner Mannschaft auch an den jeweiligen Endrunden um die Deutsche Meisterschaft teil. Sein Debüt gab er am 8. April 1934 im ersten Spiel der Gruppe C, eine von vier Gruppen, aus denen die jeweiligen Sieger in die Halbfinalspiele einzogen, beim 6:1-Sieg über den Mülheimer SV 06. Nach seinen drei weiteren Gruppenspielen, zog er mit seiner Mannschaft in das Halbfinale am 17. Juni 1934 gegen den FC Schalke 04 ein; das Spiel wurde mit 2:5 verloren.
1935/36 und 1936/37 bestritt er jeweils alle sechs Gruppenspiele; seine Mannschaft kam beide Male in der Gruppe D nicht über den dritten Platz hinaus.
Sein letztes Spiel in diesem Wettbewerb bestritt er am 28. Juli 1940 bei der 2:5-Niederlage im Wiederholungsspiel um Platz 3 gegen den SK Rapid Wien, nachdem die erste Begegnung eine Woche zuvor mit dem Ergebnis von 4:4 nach Verlängerung keinen Sieger hervorgebracht hatte. Der Mittelläufer, der als unverzichtbarer Leistungsträger galt, wird in den Endrundenspielen um die deutsche Fußballmeisterschaft (1934–40) mit 19 Einsätzen und einem Tor geführt.
In dem seit 1935 neu geschaffenen Pokalwettbewerb für Vereinsmannschaften um den Tschammerpokal, kam er von 1935 bis 1939 in ununterbrochener Folge in insgesamt 27 Spielen zum Einsatz, in denen er ein Tor erzielte.
Sein Debüt am 1. September 1935 beim 6:1-Erstrunden-Sieg über Eintracht Bad Kreuznach krönte er sogleich mit seinem ersten Tor, dem Treffer zum Endstand in der 82. Minute. Er bestritt drei weitere Spiele, bevor ihn und seine Mannschaft das Aus im Halbfinale, bei der 0:1-Niederlage gegen den späteren Pokalsieger 1. FC Nürnberg ereilte. 1936, nach vier Spielen, die er bestritt, folgte das Aus im Viertelfinale, 1937 im Halbfinale, 1938 im Viertelfinale. 1939 bestritt er alle acht Spiele einschließlich der zwei notwendig gewordenen Wiederholungsspiele des Halbfinales und des Finales. Das am 28. April 1940 im Berliner Olympiastadion ausgetragene Finale endete mit der 0:2-Niederlage gegen den 1. FC Nürnberg.
Der Schwager von Karl Ramge war ab Oktober 1940 Kriegsgastspieler beim Linzer ASK und bestritt im Dezember 1940 als Urlauber seine drei letzten Spiele für den SV Waldhof. Im Mai 1941 verschlug es Heermann zusammen mit Karl Bielmeier nach Berlin, wo sie sich als Gastspieler dem SV Blau-Weiß Berlin anschlossen.
Heermanns Spiel bestach durch ausgezeichnetes Kopfballspiel, Zweikampfstärke und glänzende Ausdauer. Er war einer jener Spieler, die ob ihrer Verdienste um Waldhof mit Spielern wie Otto Siffling und Ludwig Günderoth auf eine Stufe zu stellen sind. Er nahm am DFB-Lehrgang unter Reichstrainer Otto Nerz vor dem Länderspiel am 27. Januar 1935 in Stuttgart gegen die Schweiz teil; beim 4:0-Erfolg kam er aber nicht zum Einsatz. Ludwig Goldbrunner bekleidete den Mittelläuferposten der deutschen Nationalmannschaft. Ersatz fand der Waldhöfer in Reihen der badischen Auswahl. Er wurde zum Rekordhalter der Auswahl und über Jahre zu einem unverzichtbaren Rückhalt als Lenker, Denker und Antreiber. Er debütierte in der Auswahl von Baden am 3. Juni 1934 gegen den Südwesten und bestritt sein letztes Spiel am 3. März 1940 bei einem 7:2-Erfolg gegen den Gau Mitte. Im Reichsbundpokal 1937/38 war er mit Mitspielern wie Albert Conrad, Erich Fischer, Kurt Langenbein, Otto Siffling und Karl Striebinger erst im Halbfinale am 27. Februar 1938 in Hamburg, gegen den späteren Sieger Nordmark (0:3) ausgeschieden.

## Erfolge
- Tschammerpokal-Finalist 1939
- Gaumeister Baden 1934, 1936, 1937, 1939, 1940
- Gaumeister Nordbaden 1940